# Конниці
Ко́нниці (болг. Конници) — село в Хасковській області Болгарії. Входить до складу общини Івайловград.

## Населення
За даними перепису населення 2011 року у селі проживали 89 осіб.
Національний склад населення села:
| Національність   | Кількість осіб | Відсоток |
| ---------------- | -------------- | -------- |
| турки            | 58             | 89,2%    |
| болгари          | 6              | 9,2%     |
| цигани           | 0              | 0%       |
| Всього відповіли | 65             |          |

Розподіл населення за віком у 2011 році:
Динаміка населення: